# Stephen Drew
Pour les articles homonymes, voir Drew.
Stephen Oris Drew (né le 16 mars 1983 à Hahira en Géorgie, États-Unis) est un joueur d'arrêt-court et de deuxième but des Nationals de Washington de la Ligue majeure de baseball.
Stephen Drew est le jeune frère de deux autres joueurs de baseball, J. D. Drew et Tim Drew.

## Carrière

### Diamondbacks de l'Arizona
Joueur des Seminoles de l'Université d'État de Floride à Tallahassee, Stephen Drew est le premier choix des Diamondbacks de l'Arizona en 2004, devenant le 15e athlète sélectionné au total cette année-là. Ses frères J. D. et Tim étaient devenus en 1997 le premier duo de frères sélectionné au premier tour. Maintenant que le benjamin répète le scénario, il s'agit de la première fois dans l'histoire du baseball que trois frères sont sélectionnés au premier tour.

#### Saison 2006
Il fait ses débuts dans les majeures avec Arizona le 15 juillet 2006 et maintient une excellente moyenne au bâton de ,316 avec 23 points produits en 59 parties dans cette première saison. Il réussit son tout premier coup sûr en carrière le 17 juillet contre le lanceur Aaron Sele, des Dodgers de Los Angeles et claque le 31 juillet son premier coup de circuit, aux dépens de Glendon Rusch des Cubs de Chicago.

#### Saison 2007
Membre de l'effectif régulier des Diamondbacks en 2007, Drew frappe 12 circuits et produit 60 points en 150 matchs. Il prend part aux séries éliminatoires pour la première fois de sa jeune carrière et se distingue en ronde initiale, grâce à sept coups sûrs en 14 apparitions au bâton, deux coups de circuit, quatre points produits et quatre points marqués en trois matchs contre les Cubs de Chicago. Malgré cinq coups sûrs réussis par Drew en cinq parties lors de la Série de championnat contre Colorado, Arizona s'avoue vaincu en finale de la Ligue nationale.

#### Saison 2008
Après n'avoir frappé que pour ,238 en 2007, Drew hausse à ,291 sa moyenne au bâton en 2008 et réussit des sommets en carrière de 178 coups sûrs, 21 circuits, 67 points produits et 91 points marqués. Le 1er septembre 2008, il devient le troisième joueur dans l'histoire de la franchise des Diamondbacks (après Luis González en 2000 et Greg Colbrunn en 2002) à réussir un cycle. L'exploit d'un simple, d'un double, d'un triple et d'un coup de circuit dans la même partie est réussi dans une victoire de 8-6 sur les Cardinals de Saint-Louis. Le même jour, Adrian Beltré des Mariners de Seattle réussit lui aussi un cycle, dans une partie contre Texas. Ce n'est que la seconde fois dans l'histoire du baseball majeur, et la première incidence depuis 1920, que deux joueurs frappent un cycle la même journée. Drew termine la saison au second rang des joueurs de la Ligue nationale pour les triples, avec 11, et au quatrième rang avec 44 coups de deux buts. Il prend également le huitième rang des frappeurs de sa ligue avec 76 coups sûrs de plus d'un but.

#### Saison 2009
En 2009, la moyenne de Drew chute à ,261 mais il affiche des statistiques offensives à peu près équivalentes à celles de la saison précédente, tout en disputant 17 parties de moins. Il produit 65 points. Avec 12 triples, un nouveau record personnel, il est de nouveau second dans la Ligue nationale à ce chapitre.

#### Saison 2010
Présent dans 151 parties des D-Backs en 2010, le joueur d'arrêt-court frappe pour ,278 avec 15 coups de circuits et 61 points produits. Il amorce la saison de manière spectaculaire : au match d'ouverture local de son équipe au Chase Field, il réussit un coup de circuit à l'intérieur du terrain dans un gain de 6-3 d'Arizona sur San Diego. Drew réussit un sommet en carrière de 10 buts volés au cours de la campagne. Ses 12 coups de trois buts le placent en deuxième place dans la Nationale dans cette catégorie offensive, et ce pour la troisième année consécutive.

#### Saison 2011
Le 20 juillet 2011, Drew se fracture la cheville droite en glissant au marbre en 10e manche d'un match contre les Brewers de Milwaukee. Sa saison prend alors fin après 86 parties jouées, au cours desquelles il a frappé pour ,252 avec 5 circuits et 45 points produits.

#### Saison 2012
De retour après la sérieuse blessure subie en 2011, Drew connaît une lent début de saison 2012 avec une faible moyenne au bâton de ,193 en 40 parties jouées pour les Diamondbacks, ce qui incite le club à l'échanger.

### Athletics d'Oakland
Le 20 août 2012, Arizona échange Stephen Drew aux Athletics d'Oakland contre Sean Jamieson, un joueur d'arrêt-court des ligues mineures. Drew claque cinq circuits et produit 16 points en 39 parties pour Oakland, durant lesquelles sa moyenne au bâton s'élève à ,250. Il termine la saison régulière avec 7 circuits, 28 points produits et une moyenne au bâton de ,223 en 79 matchs au total pour les Diamondbacks et les Athletics. Pour la première fois en cinq ans, il joue en séries éliminatoires, les A's remportant le championnat de la division Ouest de la Ligue américaine. Drew réussit quatre coups sûrs et produit un point, frappant pour ,211 dans la Série de division où Oakland est battu par les Tigers de Détroit.

### Red Sox de Boston
Le 26 décembre 2012, Stephen Drew signe un contrat d'un an avec les Red Sox de Boston.

#### Saison 2013
Il maintient une moyenne au bâton de ,253 avec 13 circuits et 67 points produits en 124 matchs de saison régulière à sa première année à Boston. Il savoure avec les Red Sox la conquête de la Série mondiale 2013 malgré des éliminatoires difficiles, où il ne récolte que 6 coups sûrs en 16 matchs. Sa série de championnat est particulièrement ardue avec un seul coup sûr en 20 présences au bâton et 10 retraits sur des prises, pour une moyenne de ,050. En grande finale contre Saint-Louis, il frappe un circuit en solo dans le 6e et dernier match.

#### Saison 2014
Il devient agent libre à l'automne 2013. Cependant, l'équipe qui le mettra sous contrat est tenue de céder aux Red Sox un choix de repêchage en compensation. Ceci rend Drew moins désirable pour les clubs du baseball majeur et le joueur d'arrêt-court demeure sans contrat 7 semaines après le début de la saison 2014. Il signe enfin un contrat d'un an avec Boston le 21 mai 2014. En 39 matchs après son retour, Drew ne frappe que 23 coups sûrs pour une moyenne au bâton de ,176. Il compte 4 circuits et 11 points produits lorsque Boston s'en départit à la date limite des échanges.

### Yankees de New York
Le 31 juillet 2014, les Red Sox échangent Stephen Drew aux Yankees de New York contre le joueur d'utilité Kelly Johnson. Il s'agit du premier échange de joueurs entre les deux plus célèbres rivaux du baseball depuis l'été 1997. Les Yankees libèrent immédiatement le joueur de deuxième but Brian Roberts et annoncent qu'ils feront jouer Drew à cette position, l'arrêt-court étant tenu par le vétéran Derek Jeter.
Malgré 7 circuits en 85 matchs joués au total pour Boston et New York, Drew est l'un des pires joueurs des majeures en 2014 avec une moyenne au bâton de ,162 et une moyenne de présence sur les buts de ,237.
Le 16 janvier 2015, Drew signe un contrat de 5 millions de dollars pour une nouvelle saison chez les Yankees.

### Nationals de Washington
Il signe un contrat d'un an avec les Nationals de Washington le 6 janvier 2016.